# Taxillus limprichtii
Taxillus limprichtii är en tvåhjärtbladig växtart som först beskrevs av Grüning, och fick sitt nu gällande namn av Hua Shing Kiu. Taxillus limprichtii ingår i släktet Taxillus och familjen Loranthaceae.

## Underarter
Arten delas in i följande underarter:
- T. l. longiflorus
- T. l. ritozanensis